# أجتيليك
أجتيليك (بالإنجليزية: Aggtelek)‏ وتعني بالمجرية "قطعة الأرض القديمة"، هي قرية في مقاطعة بورسود-آبائوي-زمبلن في المجر، تُعرف بنوازل كهوفها الواسعة بالقُرب من نظام كهف بارادلا-دوميكا، وتُعتبر جزء من موقع التراث العالمية التابعة لليونسكو في كارست أجتيليك ووسلوفاكيا.

## الموقع
تقع أجتيليك على بعد 50 كم (31 ميل) شمال غرب ميشكولتس، بالقُرب من الحدود السلوفاكية.

## التاريخ
عُرفت أجتيليك لأول مرة في عام 1295م، عندما كانت تسمى "أوجوجتيلوك" (بالإنجليزية: Ogogteluk)‏. بعد الغزو المغولي للمجر خلال القرن الثالث عشر، ظلت مهجورة لسنوات عديدة.
في عام 1858م، دمر حريق القرية. خلال الحرب العالمية الثانية، مرت الجبهة الشرقية بالقرب منها، مما تسبب في مزيد من الضرر.
عاش في القرية عدد قليل من اليهود وهناك مقبرة يهودية بقي فيها شاهدان قبور ولوحة تذكارية. قُتل سكان القرية اليهود في الهولوكوست وتم إحياء ذكراهم في نصب تذكاري في مدينة أوزد المجرية.

## حديقة أجتيليك الوطنية
حديقة أجتيليك الوطنية تأسست في عام 1985 وتمتد على مساحة 199.62 كيلومتر مربع، وهي واحدة من أقدم الحدائق الوطنية في المجر. تشتهر بنظام الكهوف الجيولوجي الرائع الذي يضم كهف بارادلا-دوميكا، أحد أكبر وأطول الكهوف في أوروبا. تم تصنيفها كموقع تراث عالمي لليونسكو في عام 1995، وتتميز بتنوع بيئي فريد، حيث تحتوي على مجموعة متنوعة من النباتات والحيوانات النادرة، وتوفر مسارات للمشي وركوب الدراجات.

## معرض الصُور

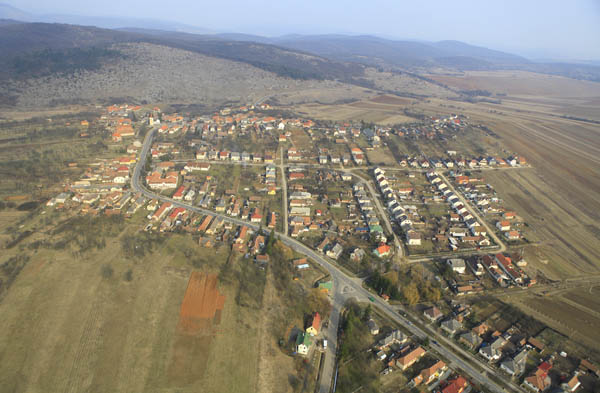
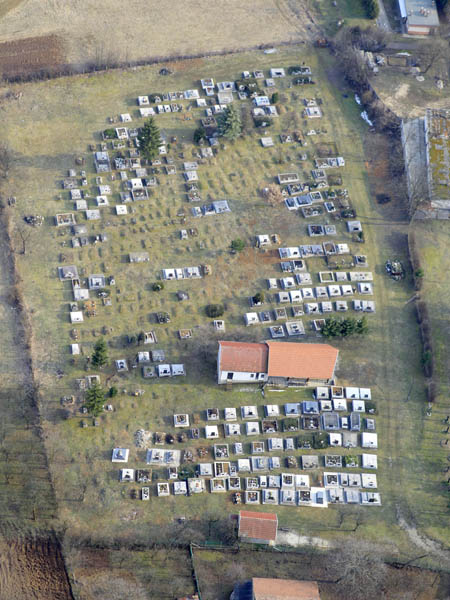
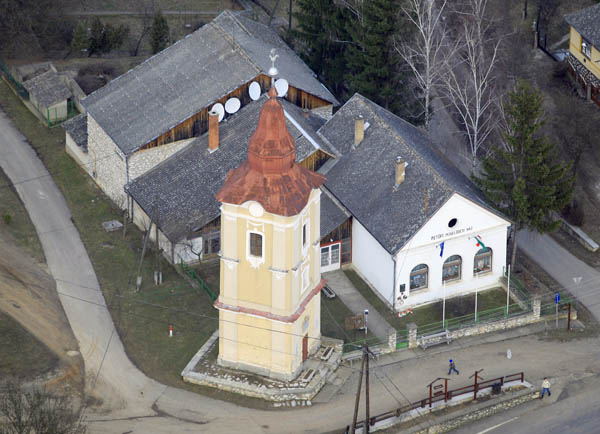
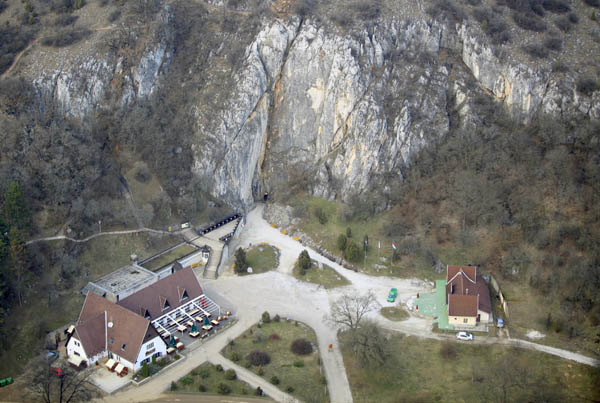
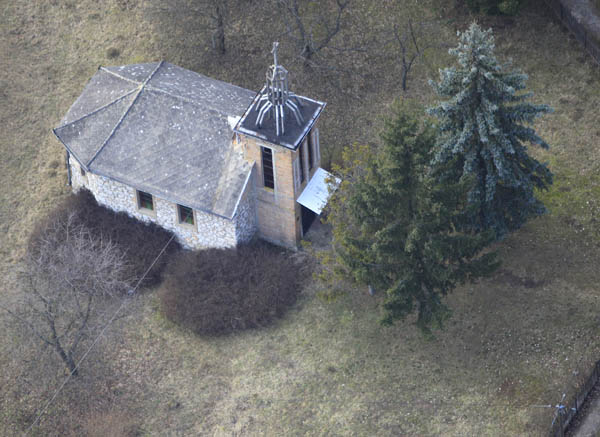